# María Luisa Cuatrín
María Luisa Cuatrín (Fray Luis Beltrán, 20 de julio de 1956 - secuestrada desaparecida en Fray Luis Beltrán, provincia de Santa Fe; 17 de diciembre de 1975) fue una estudiante argentina, militante de la Unión de Estudiantes Secundarios y Montoneros, víctima de la Triple A durante la presidencia de María Estela Martínez de Perón.

## Breve reseña
Cursó sus estudios secundarios en el Colegio Nacional N.º 1 de la ciudad de San Lorenzo, siendo parte de la promoción 1974 de Peritos Mercantiles. En dicho establecimiento militó en la Unión de Estudiantes Secundarios (UES) junto a Roberto De Grandis (asesinado en enero de 1976) y Juan José Funes (asesinado en julio del 1976). Luego de graduarse comenzó a militar en la Juventud Peronista Regional II de Montoneros, desarrollando su tarea en los barrios humildes del Cordón Industrial.
En la madrugada del 17 de diciembre de 1975 (legajo CONADEP N.º 7358), un grupo de la Triple A (Alianza Anticomunista Argentina) compuesta por una decena de hombres que se movilizaban en dos Peugeot 504, la secuestran de su casa por calle Juan José Paso al 100 en Fray Luis Beltrán, tenía tan sólo 19 años, desde aquella fecha permanece aún desaparecida.

## Homenajes
- En marzo de 2017 se realizó un acto en el Bosquecillo de la Memoria de San Lorenzo, que recuerda a los desaparecidos de la última dictadura cívico militar: José Polenta, María Luisa Cuatrín, Roberto De Grandis, Carlos Vergara, Carlos Ignacio Kruppa, Roberto Camuglia, Oscar Riquelme, Ramón Di Fiori, Rafael Carroza, Lina Funes, Juan José Funes, Hugo Alberto Parente, Isabel Carlucci, José Prat, María Castellini, Rosa Montenegro, Rosa Benuzzi Torrens y José López.[4]
- El domingo 16 de diciembre de 2018 bajo la organización del Espacio por la Memoria, la Verdad y la Justicia del Cordón Industrial se realizó un mural conmemorativo en la Plaza Palestina de calle Ricchieri y Brown de Fray Luis Beltrán en homenaje a María Luisa Cuatrín.[5][6]
- En 2019, en el marco del 60.º aniversario de la creación del Colegio Nacional N.º 1 de San Lorenzo (Actual EESO 438) se realizó una instalación artística en memoria de María Luisa Cuatrín, Roberto De Grandis y Juan José Funes bajo el título "Tres rostros presentes".